# نیو لاندن (کارولینای شمالی)
نیو لاندن (به انگلیسی: New London) شهری در ایالت کارولینای شمالی کشور ایالات متحده آمریکا است که جمعیت آن در سرشماری سال ۲۰۱۰ میلادی، ۶۰۰ نفر بوده‌است.